# Station Sadowice Wrocławskie
Station Sadowice Wrocławskie is een spoorwegstation in de Poolse plaats Sadowice.